# Hilary Armstrong
Hilary Jane Armstrong (ur. 30 listopada 1945 w Sunderland) – brytyjska polityk, członek gabinetów Tony’ego Blaira jako Chief Whip, parlamentarny sekretarz skarbu, Kanclerz Księstwa Lancaster i minister Urzędu Gabinetu. Polityk Partii Pracy.

## Życiorys
Jest córką byłego laburzystowskiego deputowanego Ernesta Armstronga. Wykształcenie odebrała w Monkwearmouth School, West Ham College of Technology oraz na uniwersytecie w Birmingham. Po studiach pracowała w Kenii dla Voluntary Service Overseas. Po powrocie z Afryki rozpoczęła karierę polityczną. W 1985 r. została członkiem Rady Hrabstwa Durham. W 1987 r. została wybrana do Izby Gmin jako reprezentantka okręgu North West Durham, który to okręg wcześniej reprezentował jej ojciec.
Uznawana jest za przedstawicielkę centroprawicowego skrzydła Partii Pracy i zwolenniczkę Tony’ego Blaira i jego polityki "New Labour". W latach 1988–1992 była główną mówczynią opozycji ds. edukacji. W latach 1992–1994 była asystentką lidera laburzystów Johna Smitha. Kiedy liderem Partii Pracy został w 1994 r. Tony Blair, Armstrong weszła w skład Zespołu Spraw Skarbowych, a w 1995 r. została głównym mówcą opozycji ds. środowiska i Londynu.
Po wyborczym zwycięstwie laburzystów w 1997 r. Armstrong otrzymała stanowisko ministra stanu w departamencie środowiska, transportu i regionów, gdzie odpowiadała za sprawy budownictwa i samorządów lokalnych. W 1999 r. została powołana do Tajnej Rady. Po wyborach 2001 r. weszła w skład gabinetu jako parlamentarny sekretarz skarbu i główny whip partii rządzącej. Stanowiska te utrzymała po wyborach 2005 r.
W 2006 r. Blair powołał ją na stanowiska Kanclerza Księstwa Lancaster i ministra Urzędu Gabinetu, a także ministra ds. bezpieczeństwa socjalnego. We wrześniu 2006 r. Armstrong opublikowała Reaching Out – an Action Plan to combat Social Exclusion. W czerwcu 2007 r. ogłosiła swoją decyzję rezygnacji z urzędów rządowych wraz z dymisją rządu Tony’ego Blaira i powrotu do tylnych ław w Izbie Gmin. Nowy premier, Gordon Brown, powołał jednak Armstrong na stanowisko przewodniczącego parlamentarnej komisji Partii Pracy ds. dzieci. W 2009 r. ogłosiła, że nie zamierza startować w kolejnych wyborach parlamentarnych.

## Życie prywatne
Jest żoną Paula Corrigana. Kibicuje Sunderlandowi, interesuje się książkami i teatrem.